# سامسونگ اینفیوز ۴جی
سامسونگ اینفیوز ۴جی (به انگلیسی: Samsung Infuse 4G) یک تلفن هوشمند اندرویدی می‌باشد که در ژانویه ۲۰۱۱ معرفی شد. این تلفن همراه دارای پردازش‌گر ۱/۲ گیگاهرتزی با حافظه داخلی ۸–۱۶ گیگابایتی و صفحه نمایش ۴/۵ اینچی به همراه یک دوربین ۸ مگاپیکسلی و دوربین دوم ۱/۳ مگاپیکسلی می‌باشد.

## مشخصه‌ها
صفحه نمایش این گوشی ۴/۵ اینچ با وضوح ۴۸۰*۸۰۰ پیکسل و به صورت لمسی می‌باشد.
همچنین این تلفن همراه دارای دو دوربین است که دوربین اصلی ۸ مگاپیکسل و دوربین جلوی گوشی ۱/۳ مگاپیکسلی است.
سیستم عامل گوشی اندروید ۲/۳ می‌باشد و این گوشی باریک‌ترین تلفن همراه شرکت سامسونگ است.

## دعوای حقوقی
دو شرکت سامسونگ و اپل حداقل ۳۰ مورد حقوقی علیه یکدیگر در ۱۰ کشور داشتند که دادگاه سن خوزه دعوی اپل مبنی بر جلوگیری از فروش سامسونگ ۴جی را رد کرد.